# Wladimir Maximowitsch Fritsche

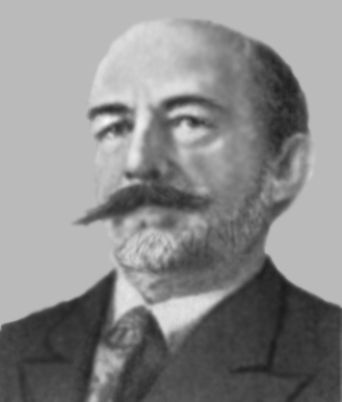
Wladimir Maximowitsch Fritsche

Wladimir Maximowitsch Fritsche (russisch Влади́мир Макси́мович Фри́че; geboren am 8. November 1870 in Moskau; gestorben am 4. September 1929 ebenda) war ein russischer Literatur- und Kunstwissenschaftler. Er galt in den 1920er Jahren als führender marxistischer Kulturtheoretiker.
Geboren in eine deutsche Familie, absolvierte er 1889 das deutsche Gymnasium in Moskau. Er studierte an der Historisch-Philologischen Fakultät der Moskauer Universität, danach arbeitete er dort am Lehrstuhl für Allgemeine Literatur.
Von 1905 bis 1907 war er Mitglied der Literarischen Lektorengruppe der Sozialdemokratischen Arbeiterpartei Russlands (SDAPR). 1914 war er Gründer der Zeitschrift Žurnalist (Journalist) und deren erster Chefredakteur. 1924 wurde er Direktor des Instituts für russische Sprache der Vereinigung der gesellschaftswissenschaftlichen Forschungsinstitute sowie Leiter der Literaturabteilung des Instituts der Roten Professur und der Sektion Literatur der Kommunistischen Akademie. In seinem letzten Lebensjahr war er verantwortlicher Redakteur der Zeitschrift Literatura i marksizm (Literatur und Marxismus) sowie Mitglied der Akademie der Wissenschaften der UdSSR.